# Лески (Калинковичский район)
Лески (бел. Ляскі) — деревня в Зеленочском сельсовете Калинковичского района Гомельской области Беларуси.

## География

### Расположение
В 28 км на северо-восток от Калинкович, 9 км от железнодорожной станции Холодники (на линии Гомель — Лунинец), 124 км от Гомеля.

### Гидрография
На севере мелиоративные каналы.

## Транспортная сеть
Транспортные связи по просёлочной, затем автомобильной дороге Гомель — Лунинец. Планировка состоит из прямолинейной улицы, ориентированной с юго-запада на северо-восток. Застройка двусторонняя, преимущественно деревянная усадебного типа. В деревню переселены жители из загрязненных радиацией после катастрофы на Чернобыльской АЭС мест, преимущественно из деревни Хатки Наровлянского района.

## История
Основана в начале XX века переселенцами из соседних деревень. В 1930 году жители вступили в колхоз. Во время Великой Отечественной войны в боях около деревни погибли 170 советских солдат и 1 партизан (похоронены в братской могиле на кладбище). 23 жителя погибли на фронте. Согласно переписи 1959 года в колхозе имени М. И. Калинина (центр — деревня Носовичи).

## Население

### Численность
- 2004 год — 16 хозяйств, 23 жителя.

### Динамика
- 1959 год — 193 жителя (согласно переписи).
- 2004 год — 16 хозяйств, 23 жителя.